# Andy Clemence
Andrew „Andy“ B. Clemence ist ein US-amerikanischer Schauspieler.

## Leben
Clemens studierte zu Beginn der 1980er Jahre an der Katholischen Universität von Amerika. Er studierte  Darstellende Kunst und schloss sein Studium mit dem Bachelor of Arts ab. Seit den 1980er Jahren ist er als Bühnenschauspieler tätig. Unter anderem verkörperte er im Stück I’m so indicted die historische Rolle des ehemaligen US-amerikanischen Präsidenten George W. Bush und war in den Stücken A Midsummer Night’s Dream, A Christmas Carol und Othello zu sehen.
Seit 2011 ist Clemence auch als Filmschauspieler tätig. 2011 stellte er den fiktiven US-Präsidenten King im Actionfilm Die drei Musketiere – Alle für einen und Waffen für alle! dar. Im Folgejahr war er in den Horrorfernsehfilmen Black Forest und Rise of the Zombies, im Kurzfilm Promises Maid und dem Katastrophenfilm Super Cyclone zu sehen. Außerdem stellte er im selben Jahr im Katastrophenfilm Flight 23 – Air Crash mit der Rolle des US-Präsidenten Henry Phillips erneut einen Präsidenten der USA dar. 2013 spielte er die Rolle des Dr. Rogers im Fernsehfilm Defending Santa. 2014 verkörperte er in American Warships 2 die Rolle des General Briggs. 2015 hatte er eine Episodenrolle in der Fernsehserie House of Cards und 2016 in der Fernsehserie I Love You... But I Lied inne.

## Filmografie (Auswahl)
- 2011: Die drei Musketiere – Alle für einen und Waffen für alle! (3 Musketeers)
- 2012: Black Forest (Fernsehfilm)
- 2012: Flight 23 – Air Crash (Air Collision)
- 2012: Promises Maid (Kurzfilm)
- 2012: Super Cyclone
- 2012: Rise of the Zombies (Fernsehfilm)
- 2013: Defending Santa (Fernsehfilm)
- 2014: American Warships 2 (Bermuda Tentacles, Fernsehfilm)
- 2015: House of Cards (Fernsehserie, Episode 3x07)
- 2016: I Love You... But I Lied (Fernsehserie, Episode 2x16)

## Theater (Auswahl)
- I’m so indicted, John Houseman Theatre
- Ii aint over ‘till the First Lady sings, Douglas Fairbanks Theatre
- Sgear Madness, The John F. Kennedy Center
- A Midsummer Night’s Dream, Shakespeare Theatre Company
- The Crucible, Patuxant City Playhouse
- A Christmas Carol, Ford’s Theatre
- Othello, Shakespeare Theatre Company
- Noises off!, Petrucci’s Main Street Theatre
- Biloxi Blues, Petrucci’s Main Street Theatre
- One touch of Venus, American Century Theatre
- Oliver!, Burn Brae Productions
- A Chorus Line, The New Hayloft Theatre
- How to succeed in Business, Burn Brae Productions
- Lords a Wonder, The National Players
- The Capitol Steps, Capitol Steps Productions